# Lausitzcultuur
De Lausitzcultuur was een late bronstijd- en vroege ijzertijdcultuur (1300 v.Chr - 500 v.Chr) in het huidige Polen en delen van Tsjechië, Slowakije, Oost-Duitsland en Oekraïne.
Er waren nauwe contacten met de Noordse bronstijd, en de Scandinavische invloed op Pommeren en Noord-Polen in deze periode was zo groot dat deze regio soms ook wordt opgenomen in de Noordse bronstijdcultuur.
De cultuur werd voor het eerst beschreven door de Duitse patholoog en archeoloog Rudolf Virchow (1821-1902). De naam verwijst naar de Lausitz, een gebied in Oost-Duitsland en Polen. Virchow identificeerde het aardewerk als 'voor-Germaans', zonder te speculeren over de etnische identiteit van haar makers.
De cultuur is wel geïdentificeerd met de Veneti en met een verloren gegane taal die tussen het Germaans en Keltisch lag. Poolse geschiedskundigen zien er graag een Vroeg-Slavische cultuur in, wat echter onder andere om taalkundige redenen onwaarschijnlijk is.

## Oorsprong
De Lausitzcultuur ontwikkelde zich uit de voorafgaande Trzcinieccultuur, beïnvloed door de midden-bronstijd grafheuvelcultuur. Het maakte deel uit van het urnenvelden-complex dat zich van Oost-Frankrijk, Zuid-Duitsland en Oostenrijk tot Hongarije uitstrekte, en de Noordse bronstijd in het noordwesten van Duitsland en Scandinavië. In essentie vertegenwoordigt het de integratie van lokale gemeenschappen in het sociaal-politieke netwerk van Bronstijd-Europa.
Ze werd in het westen opgevolgd door de vroege ijzertijd Billendorfcultuur. In Polen kwam de Lausitzcultuur onder Thraco-Cimmerische invloed tot de vroege ijzertijd. Ze werd in haar noordelijke bereik rond de monding van de Wisła opgevolgd door de zich naar het zuiden uitbreidende Pommerse gezichtsurnencultuur, waardoor de Przeworskcultuur ontstond.

## Cultuur

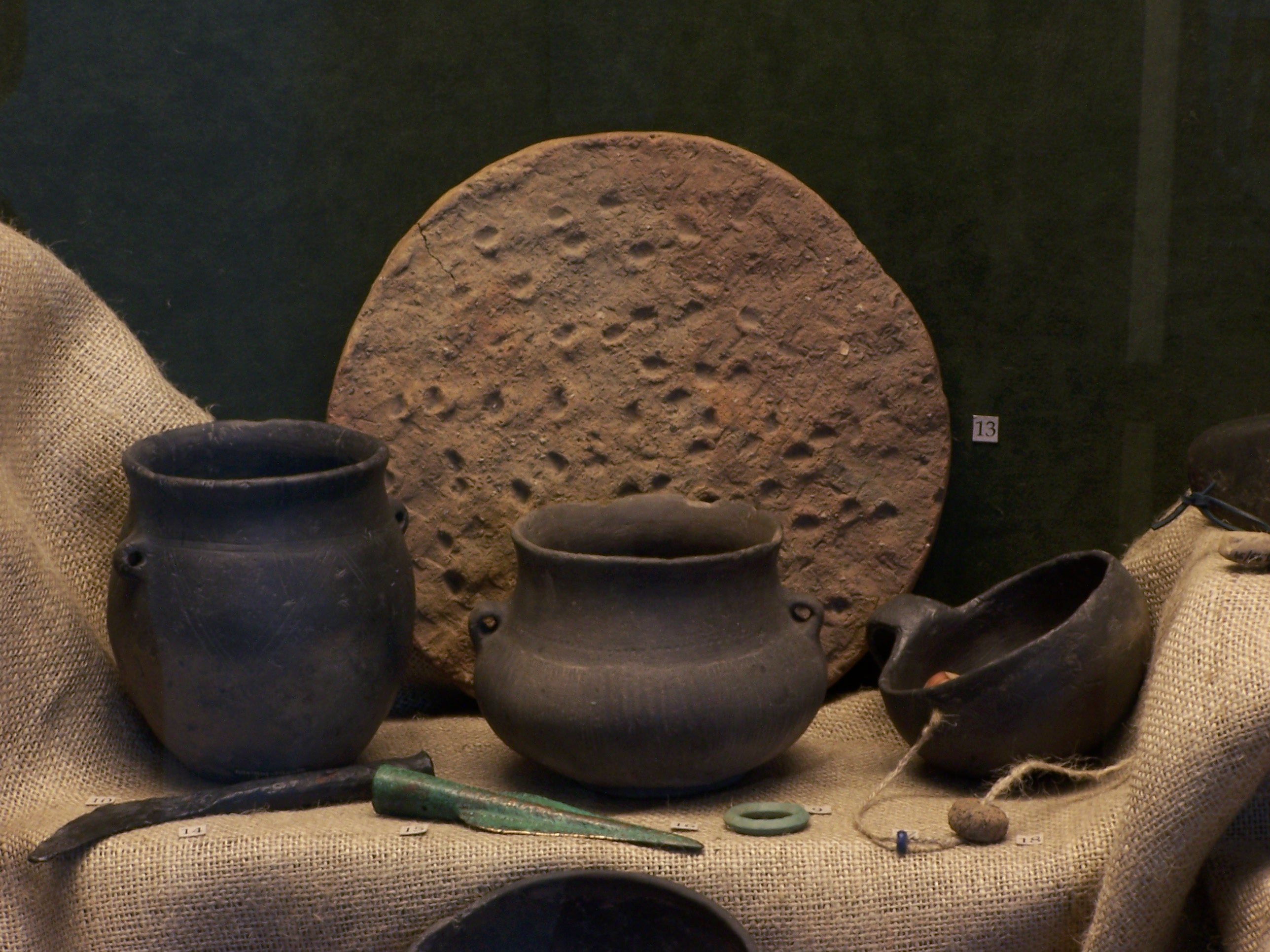
Brons en keramiek (Bielsko-Biała)

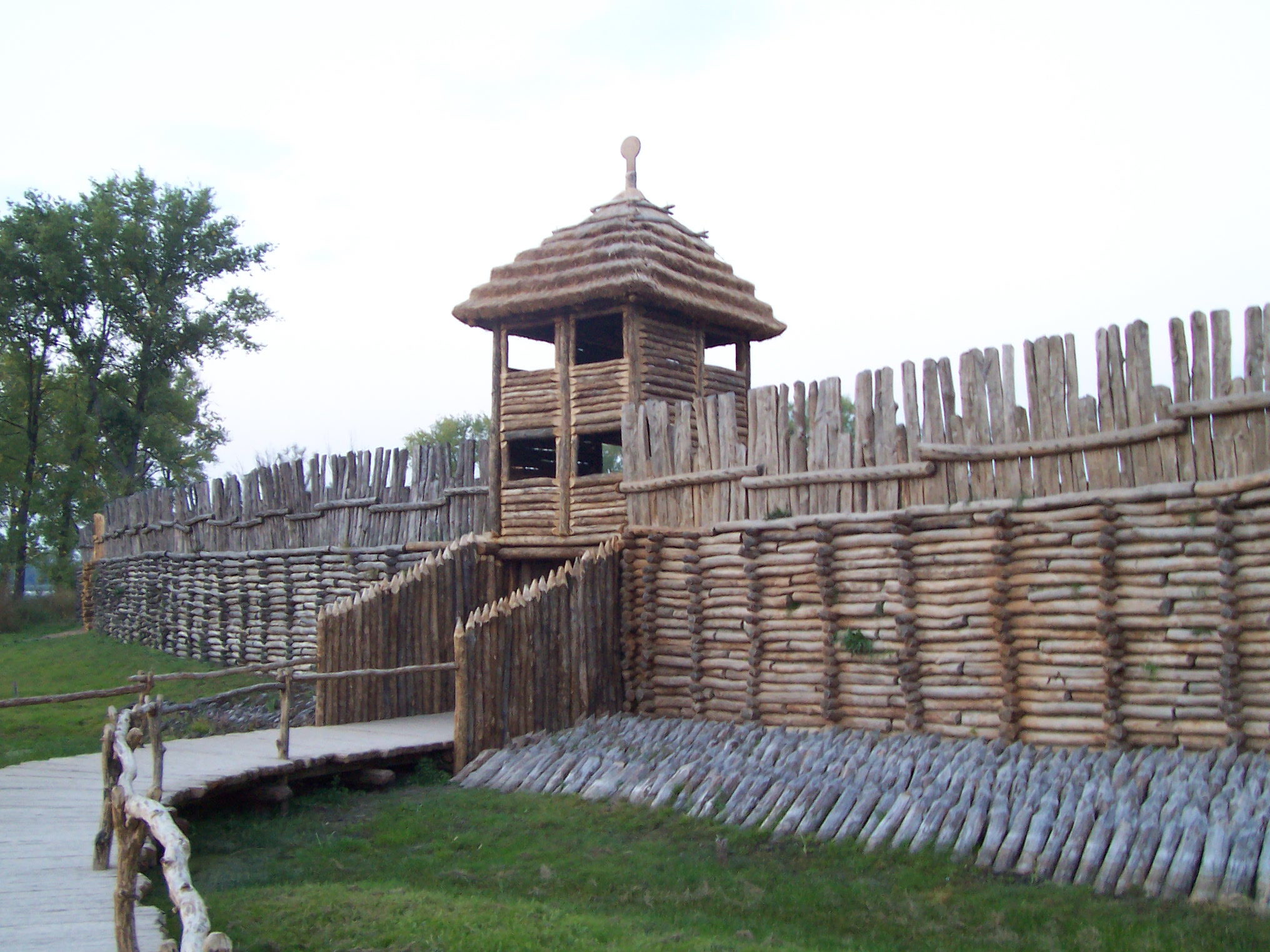
Reconstructie van het fort bij Biskupin

Begraving was door crematie; inhumatie is zeldzaam. De urn wordt meestal vergezeld door een groot aantal, tot 40 secundaire vaten. Metalen grafgiften zijn schaars, maar er zijn tal van depotvondsten (bijvoorbeeld in Kopaniewo (Wicko), Pommeren) die rijk metaalwerk, zowel brons als goud (schat van Eberswalde, Brandenburg) bevatten. Graven met gietvormen, zoals bij Battaune (Doberschütz), Saksen of blaaspijpen getuigen van de productie van bronzen werktuigen en wapens op dorpsniveau. Het vorstengraf van Seddin, Brandenburg, bedekt door een grote aarden grafheuvel, bevatte geïmporteerde voorwerpen uit het Middellandse Zee-gebied zoals bronzen vaten en glaskralen. De grafvelden kunnen tot duizenden graven bevatten.
Bekende nederzettingen zijn Biskupin in Polen en Buch bij Berlijn. Er zijn zowel onversterkte dorpen als versterkte nederzettingen op heuveltoppen of in moerassige gebieden gevonden. De omwallingen werden gebouwd van houten kisten gevuld met grond of stenen.
De economie was voornamelijk gebaseerd op akkerbouw, zoals blijkt uit tal van opslagputten. Emmertarwe en zesrijige gerst vormden de basisgewassen, samen met gierst, rogge en haver, erwten, tuinbonen, linzen en huttentut. Vlas werd gekweekt en resten van gedomesticeerde appels, peren en pruimen zijn gevonden. Runderen en varkens waren de belangrijkste huisdieren, gevolgd door schapen, geiten, paarden en honden. Afbeeldingen op ijzertijd-urnen uit Silezië getuigen van paardrijden, maar paarden werden ook gebruikt om wagens te trekken. De jacht werd beoefend, zoals beenderen van herten en reeën, wilde zwijnen, bizons, elanden, haas, vos en wolf getuigen, maar produceerde niet veel van het verbruikte vlees. De talrijke kikkerbotten gevonden bij Biskupin kunnen erop wijzen dat ook kikkerbilletjes werden gegeten.
Depots in moerassige gebieden worden door sommige archeologen beschouwd als offers voor de goden. Menselijke botten in 5 m diepe offerkuilen in Lossow (Bogdaniec) zouden kunnen wijzen op mensenoffers en mogelijk kannibalisme.